# Her Accidental Husband

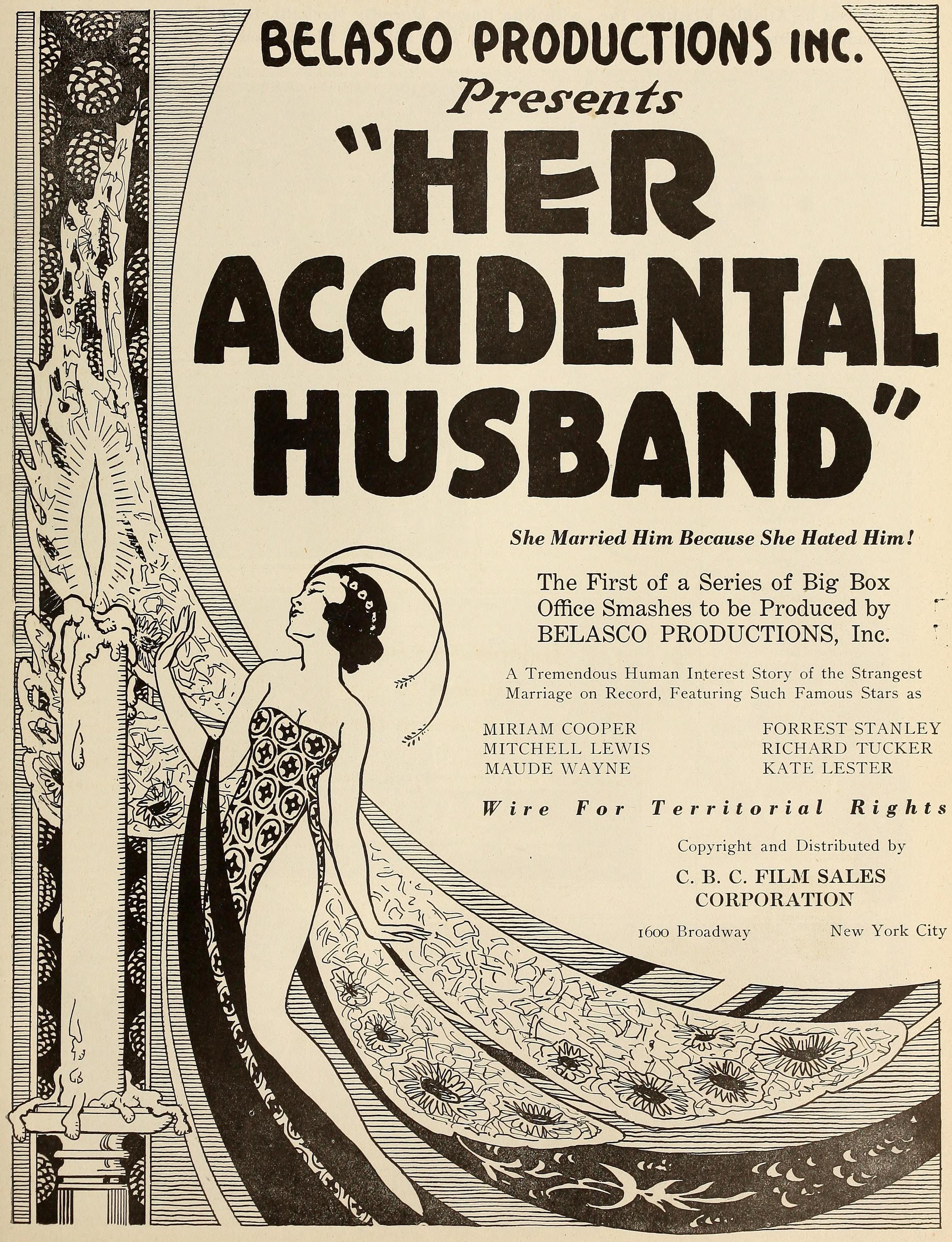
Réclame pour le film

Her Accidental Husband est un film américain réalisé par Dallas M. Fitzgerald, sorti en 1923.

## Synopsis
Après avoir tenté de percer dans l'entreprise de pêche de son beau-père, Gordon Gray réussit à convaincre son épouse, Rena, de retourner vivre dans sa maison et sa famille aisée. Là-bas, la tante de Gordon, Mme Gray, lui enseignera les rudiments pour devenir une dame du beau monde.

## Fiche technique
- Réalisation : Dallas M. Fitzgerald
- Scénario : Lois Zellner (en)
- Production : Belasco Productions
- Distributeur : Columbia Pictures
- Durée : 64 minutes (6 bobines)[1]
- Date de sortie : 16 avril 1923

## Distribution
- Miriam Cooper : Rena Goring
- Forrest Stanley : Gordon Gray

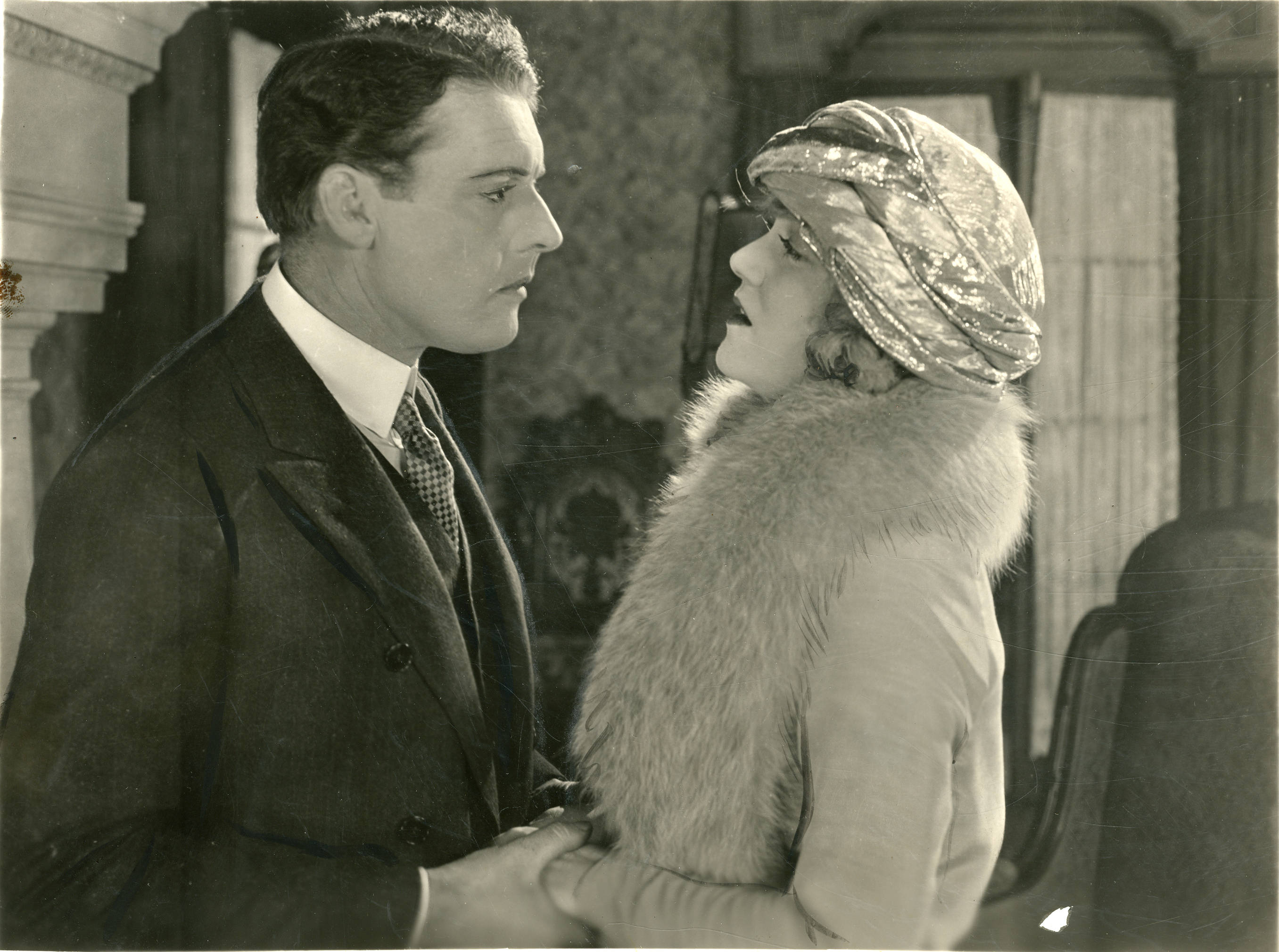
Forrest Stanley dans une scène du film

- Mitchell Lewis : Old Blind Goring
- Richard Tucker : Paul Dupré
- Kate Lester : Mrs. Gray
- Maude Wayne : Vera Hampton